# Jason M. Koch
Jason M. Koch (* 20. Jahrhundert in Baltimore) ist ein US-amerikanischer Filmregisseur und Special-Effects-Künstler.

## Leben
Nach der High School studierte Jason M. Koch am Art Institute of Pittsburgh (AIP) Industriedesign und Spezialeffekte. Nach seinem Abschluss 1995 studierte er an der University of Maryland, Baltimore County und baute anschließend sein SFX-Studio Aftermath auf. Dort erstellte er unter anderem Spezialeffekte für National Geographic, History Channel, Investigation Discovery, AMC, CBS’ 60 Minutes und 20/20.
Auf dem Filmmarkt arbeitete er unter anderem mit Troma zusammen, für die er die Effekte von Return to Nuke ’em High (2013) erstellte. Außerdem war er an V/H/S/2  (2013) beteiligt.
2011 zog er nach Los Angeles, um sich als Regisseur zu etablieren. Im gleichen Jahr entstand sein erster Kurzfilm Lamplight. Danach folgte der Splatterfilm 7th Day, der sieben Tage im Leben eines Serienmörders beschreibt, sowie Pig Pen (2015). Für die Kurzfilm-Anthologie ABCs of Death 2.5 durfte er das Segment M Is for Munging drehen.

## Filmografie
Als Regisseur
- 2011: Lamplight (Kurzfilm)
- 2013: 7th Day
- 2015: Pig Pen
- 2016: ABCs of Death 2.5 (Episode M is for Munging)
- 2018: Hide (Kurzfilm)

Als Special-Effects-Künstler
- 2000: Civil War Combat: The Bloody Lane at Antietam (Fernsehfilm)
- 2001: Wings of Hope (Makeup)
- 2006: Charm City
- 2010: Gathering Souls (Kurzfilm)
- 2011: Gone Forever (Kurzfilm)
- 2011: Witch’s Brew
- 2011: Jebediah
- 2013: Return to Nuke ’Em High Volume 1
- 2013: V/H/S/2 (Episode: A Ride in the Park)
- 2013: WNUF Halloween Special
- 2013: The Maladjusted
- 2014: Call Girl of Cthulhu
- 2016: Miss 2059 (Fernsehserie)
- 2016: Last Resort (Kurzfilm)